# Župnija Kebelj
Župnija Kebelj je rimskokatoliška teritorialna župnija dekanije Slovenske Konjice Bistriško-Konjiškega naddekanata, ki je del nadškofije Maribor.